# Durham (Carolina del Nord)
Durham è una città degli Stati Uniti d'America, capoluogo della Contea di Durham nello Stato della Carolina del Nord. È la quarta città dello Stato con circa 220 000 abitanti e ha un'area metropolitana che sfiora i 500 000 abitanti.
È la sede della Duke University e della North Carolina Central University.

## Infrastrutture e trasporti
La città è servita dall'Aeroporto Internazionale di Raleigh-Durham.

## Cultura e luoghi d'interesse
Nella città di Durham è situato il Norfolk Southern-Gregson Street Overpass, comunemente chiamato 11foot8 bridge, un ponte ferroviario alto 12 piedi 4 pollici (3,76 m) che attraversa la South Gregson Street, noto per i frequenti incidenti che si verificano a causa della sua altezza sotto agli standard. Il ponte ha acquisito molta notorietà a partire dal 2008 quando fu installata una telecamera che ha ripreso oltre 150 incidenti, successivamente pubblicati sul un canale YouTube dedicato al cavalcavia.
A Durham è ambientato il film del 1988 Bull Durham - Un gioco a tre mani sul mondo del baseball di seconda serie, con protagonisti Kevin Costner, Susan Sarandon e Tim Robbins.

## Amministrazione

### Gemellaggi
- Arusha
- Durham
- Kostroma
- Toyama